# Восстание Рокуго
Восстание Рокуго — восстание ронинов, которое произошло в Японии в 1603 году. Самураи, состоявшие на службе у Онодэры Ёсимити до его поражения и изгнания сторонниками клана Токугава, отказались подчиниться новому правителю, Сатакэ Ёсинобу, но были разбиты.

## Восстание
Клан Онодэра, владевший землями в провинции Дэва на севере Хонсю, возвысился в XVI веке. Благодаря поддержке местного населения и лояльности вассалов Онодэра смогли отразить ряд нападения на свои владения, в том числе со стороны клана Могами. Однако в 1600 году глава клана Онодэра Ёсимити единственный в своей провинции поддержал Тоётоми Хидэёри в его войне с Токугавой Иэясу и остался на этой позиции даже после поражения при Сэкигахаре. Могами присоединились к Токугаве и использовали новую ситуацию, чтобы сокрушить врага. Уцелевшие Онодэра, включая Ёсимити, были изгнаны, их феодальное владение было уничтожено. Самураи клана в большинстве своём стали ронинами без средств к существованию, затаившими злобу.
В 1603 году Токугава Иэясу перераспределил владения знатных семей по всей Японии. Земли клана Онодэра были переданы клану Сатакэ. Новый правитель региона Сатакэ Ёсинобу прибыл в свои владения в ноябре 1603 года и решил временно поселиться в небольшой крепости Рокуго, но обнаружил, что в ней укрылись бывшие слуги Онодэры. Он взял замок штурмом и тут же оказался осаждён примерно тысячей ронинов. Горожане и монахи Рокуго поддержали Сатакэ, благодаря чему тот быстро разгромил повстанцев.
Историк Стивен Тернбулл пришел к выводу, что «ни один хатамото в истории Японии никогда не выражал свою преданность своему далёкому господину таким драматичным образом», как самураи Онодэра.